# M1高速公路 (英國)
M1高速公路是英格蘭一條主要的南北向高速公路。它連接倫敦和利茲，在Aberford附近和A1(M)公路相接。雖然M1高速公路被認為是英國最早建成的城市間高速公路，但最早依照高速公路標準而建的路段是後來成為M6高速公路一部分的普雷斯頓旁道（Preston Bypass）。
M1高速公路全長193英里（311公里）。整個公路建設的工程共分為四個階段。大部份的路段於1959年以及1965年至1968年間開通。之後公路的南端和北端於1977年及1999年兩度被延伸。
M1高速公路是最早全線貫通的英國高速公路。它是歐洲E13公路（未標識）的組成部分。
M1高速公路连接了利兹（Leeds）、谢菲尔德（Sheffield）、诺丁汉（Nottingham）、莱斯特（Leicester）、北安普敦（Northampton）和伦敦。